# 爨乾福
爨乾福（?—?），唐朝爨氏豪酋，祖父是唐高祖的昆州（今云南省昆明市）刺史爨宏達。
唐睿宗垂拱四年（688年），爨乾福擔任昆州刺史，蛮郎将王善宝、昆州刺史爨乾福又请朝廷置姚州（今云南省姚安縣）。其後又有子爨荣宗、孫爨仁弘、曾孫爨歸王为南宁州都督。